# George Simms Hammond
George Simms Hammond (Auburn, 22 de maio de 1921 — 5 de outubro de 2005) foi um químico estadunidense.
Foi professor da Universidade Estatal de Iowa e do Instituto de Tecnologia da Califórnia.
Foi eleito para a Academia Nacional de Ciências dos Estados Unidos, em 1963. Foi laureado com a Medalha Priestley, em 1976.  O postulado de Hammond, também conhecido como postulado de Hammond-Leffler, é baseado em sua publicação de 1955.